# Angelica Singleton Van Buren

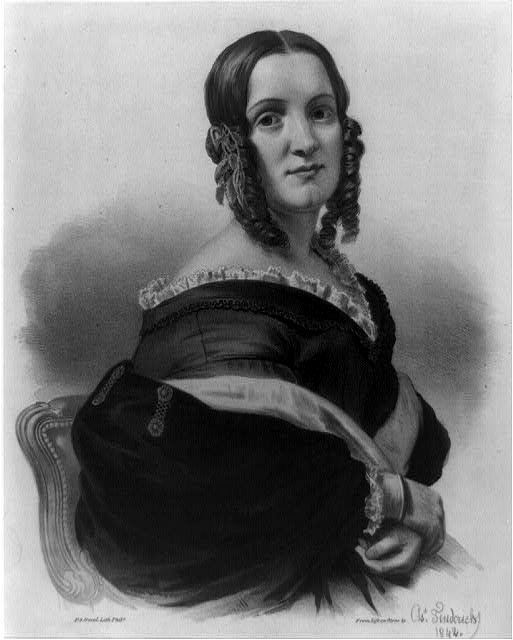
Angélica Van Buren

Angelica Singleton Van Buren (13 de fevereiro de 1818 — 29 de dezembro de 1877) foi a nora do oitavo presidente dos Estados Unidos Martin Van Buren. Ao casar-se com o filho do presidente, Abraham Van Buren, assumiu o posto de primeira-dama não-oficial do país e anfitriã da Casa Branca, pois a esposa de Van Buren morrera havia 18 anos.
Criada na alta sociedade, e aparentada com Dolley Madison (esposa do presidente James Madison e por tanto, também primeira dama), Angélica tinha um ar de sofisticação a seu papel de primeira dama. Casados em 1838, realizaram uma extensa viagem pela Europa. Quando regressaram, já em 1839, assumiu as tarefas de anfitriã da Casa Branca durante o resto da presidência de seu sogro. Trazida pela derrota eleitoral de Martin Van Buren em 1841, Angélica e seu marido foram viver na residência da família Van Buren em Lindenwald (Kinderhook, Nova Iorque), passou o inverno na casa de sua família na Carolina do Sul. De 1849 até sua morte, aos 59 anos, em 1877, residiu na cidade de Nova Iorque.